# ひと夏のプロポーズ
『ひと夏のプロポーズ』（ひとなつのプロポーズ）は、1996年7月5日から1996年9月20日まで、TBS系にて毎週金曜日21:00 - 22:00に放送された日本のテレビドラマ。全12回。全話平均視聴率13.8%。
保阪尚輝と高岡早紀は本作での共演がきっかけで結婚（後に離婚）。

## キャスト
- 奥田恵：坂井真紀

26歳。職業はアドバルーンコーディネーター見習い。失恋経験が多いためか、自分を「ブス」と思うようになるなど、マイナス思考な面がある。
- 川嶋隆：保阪尚輝

コンピューター会社の社員。
- 森万理絵：稲森いずみ

恵の友人。職業は歯科衛生士。
- 青木芳昭：仲村トオル

職業はラジオディレクター。美津子とは仕事仲間。
- 斉藤晶子：高岡早紀

恵の友人。職業はOL。
- 渡辺浩美：大仁田厚

職業はミキサー。
- 三上紘一：寺脇康文

職業はアドバルーンコーディネーター。恵の会社の先輩。
- 奥田美津子：野際陽子

職業はラジオDJ。恵の母親。自分の容姿を「ブス」だと言い、卑屈になる恵を励ます。

## スタッフ
- 脚本：鈴木貴子
- 演出：森田光則、根本美樹、池添博
- プロデューサー：森田光則、菅井龍夫
- 音楽：渡辺博也
- 製作：TBS、 木下プロダクション

## テーマ曲
- 主題歌：GLAY「BELOVED」
- 挿入歌：dos「more kiss」

## 受賞歴
- 第10回ザテレビジョンドラマアカデミー賞
  - ザテレビジョン特別賞（バルーンアート）

## サブタイトル
| 各話   | 放送日        | サブタイトル     |
| ------ | ------------- | ---------------- |
| 第1話  | 1996年7月5日  | 失恋日記         |
| 第2話  | 1996年7月12日 | ブスの恋         |
| 第3話  | 1996年7月19日 | 愛の一夜         |
| 第4話  | 1996年7月26日 | 恋はいたずら好き |
| 第5話  | 1996年8月2日  | 愛の告白         |
| 第6話  | 1996年8月9日  | 恋の迷路         |
| 第7話  | 1996年8月16日 | 強い女、弱い女   |
| 第8話  | 1996年8月23日 | 恋人の正体       |
| 第9話  | 1996年8月30日 | 交際宣言         |
| 第10話 | 1996年9月6日  | 婚約発表         |
| 第11話 | 1996年9月13日 | 恋人たちの別れ   |
| 第12話 | 1996年9月20日 | 運命のわかれ路   |

| TBS系 金曜9時枠の連続ドラマ          | TBS系 金曜9時枠の連続ドラマ                 | TBS系 金曜9時枠の連続ドラマ              |
| 前番組                               | 番組名                                      | 次番組                                   |
| ------------------------------------ | ------------------------------------------- | ---------------------------------------- |
| 若葉のころ （1996.4.12 - 1996.6.28） | ひと夏のプロポーズ （1996.7.5 - 1996.9.20） | ひとり暮らし （1996.10.11 - 1996.12.13） |